# Warp 9
Warp 9 was een sciencefiction-gebaseerd electro-funk en hiphop-trio, vooral bekend om zijn invloedrijke singles Nunk, Light Years Away en Beat Wave, die tot de meest iconische bands van het electro hiphop-tijdperk behoren. 

## Bezetting
- Milton Brown[2]
- Chuck Wansley[3]
- Ada Dyer[4]
- Carolyn Harding[5]
- Kathrine Joyce[6]

## Geschiedenis
Beschreven als het perfecte voorbeeld van de hedendaagse vertakkingen van hiphop, was Warp 9 het geesteskind van de schrijvers-producenten Lotti Golden en Richard Scher. Het duo schreef en nam op onder de naam Warp 9, een productieproject in de voorhoede van de electro-beweging. Warp 9 evolueerde van een studioconcept naar een band toen Prism Records interesse toonde om Nunk als single uit te brengen. Golden & Scher nodigden drummer Chuck Wansley en percussionist Bo Brown uit om de mannelijke vocalen en rijmpjes uit te voeren. Later werd een vrouwelijke vocaliste aan de band toegevoegd. Ada Dyer voerde zang en rijmpjes uit voor de tweede single Light Years Away van Warp 9. De band bracht de twee albums It's a Beat Wave, (1983, Island Records), een testament met straatthema dat de onderwerpen science fiction, hiphop en mixen onderzoekt, en Fade In, Fade Out (1986, Motown) uit, een soul- en r&b-georiënteerde montage. Het imago van Warp 9 kan het beste worden beschreven op de cover van zijn 12" single Light Years Away, met Milton (Bo) Brown (leadzanger van Warp 9), Chuck Wansley en sessiezanger Ada Dyer in hun kenmerkende sci-fi ruimtepakken.
Het succes van de eerste single Nunk van Warp 9, zorgde voor een grote aanhang voor de band in het grootstedelijke gebied van New York, wat resulteerde in een wereldwijde deal met Island Records, op het 4th & B'way Records-label in het Verenigd Koninkrijk, en bij Prism Records/Island Records in de Verenigde Staten. Brian Chin van Billboard noemde Nunk een zeer bekwame potpourri van een hele reeks recente straat- en fusiegeluiden, samen met een eenvoudige rap. Nunk was een keerpunt voor elektromuziek, naast Planet Rock, waarmee de komst van electro-hiphopmuziek wordt aangekondigd. De titel van het nummer Nunk kondigde de muzikale richting van de band aan - een samensmelting van funk en new wave, d.w.z. NUNK = N-ew wave + f-UNK. Het combineren van elementen uit electro-pop, rock, Latin, Afro-Cubaans en hiphop is een integraal onderdeel van Warp 9 en de identiteit van electro-hiphop.
Op 14 mei 2014 beschreef Rob Fitzpatrick van de Britse media-outlet The Guardian producenten Lotti Golden en Richard Scher als elektro-futuristen, die echte emotie en intelligentie in de wereld van experimentele hiphop en electro verwerken. In het stuk beschrijft Fitzpatrick Light Years Away als een hoeksteen van de beatbox-afrofuturisme uit de vroege jaren 1980 en typeert het nummer als een briljant spaarzaam en schaars stuk electro-hiphop die binnen- en buitenruimte doorkruist, bijpassende rollende conga's met vocoder-stemmen en het gefluit en gesis van geavanceerde synth- en drummachine-technologie. De derde single Beat Wave (1983) van Warp 9 kan het best worden beschreven door David Toop: Hun [Golden and Scher] toewijding aan een medium dat algemeen wordt beschouwd als junkfood is ontwapenend. Fitzpatrick vervolgt de analogie: Het genie van Warp 9 is hoe het nam wat als wegwerpmuziek werd beschouwd en het met echte emotie en intelligentie investeerde.

## Achtergrond
Lotti Golden en Richard Scher behoorden tot de vroege elektroproductie teams in New York, met behulp van de Roland TR-808 drummachine en het casio-toetsenbord, dat zijn merk van electro bouwde door meerdere toetsenbordstructuren over drum-machine-nummers te stapelen, die de Warp 9-soundsignatuur werden. Hoewel het geluid van de Roland TR-808 de basis was voor de ritmenummers van Warp 9, begonnen Golden en Scher live percussie te introduceren in Warp 9-opnamen. Bijvoorbeeld, op de tweede single Light Years Away van Warp 9 werden de beats van Roland TR-808 gecompenseerd door conga-drums. Golden en Scher gebruikten zowel mannelijke als vrouwelijke hiphop-rijmpjes gecombineerd met solo- en groepszang, een innovatieve benadering in de vroege electro hiphop. The Guardians schrijver Rob Fitzpatrick beschrijft Light Years Away: "Dit nieuwe nummer was iets anders, een briljant spaarzaam en schaars stuk electro-hiphop, LYA doorkruiste binnen- en buitenruimte, bijpassende rollende conga's met vocoderstemmen en het gefluit en gesis van geavanceerde synth- en drummachine-technologie. Scher bespeelde alle instrumenten op de Warp 9-opnamen, met uitzondering van incidentele overdubs, zoals conga' s en/of andere percussie. Zowel Golden als Scher werkten de arrangementen samen uit, waarbij Golden samen met de band bijdroeg aan de achtergrondzang. In voorbereiding op de hoofdzang zong Golden de begeleidende zang die werd vervangen door Warp 9-leden bij de laatste opnamen. Een uitzondering is Master of the Mix (van It's a Beat Wave), waarin alle vrouwelijke achtergrondzang werd uitgevoerd door Golden (met de rijmpjes van Bo Brown). Naast de vocale versies van Warp 9 platen, waren Golden en Scher beïnvloed door Jamaicaanse dancehall-muziek, toegewijd aan het leveren van instrumentale en dub-mixen van elke 12", met uitgeklede beats en breakdowns. De teksten van de eerder genoemde 12" Master of the Mix, kan worden beschouwd als autobiografisch, omdat ze (humoristisch) inzicht bieden in de filosofie van productie en mengtechnieken van het duo.

## Discografie

### Albums
- 1983: It's a Beat Wave (Prism)
- 1986: Fade in, Fade Out (Motown/MCA)

### Singles
- 1982: NUNK (New Wave Funk) (Arista Records)
- 1983: Beat Wave (Prism)
- 1983: Light Years Away (Prism)
- 1983: Master of the Mix (4th & Broadway/Island)
- 1984: No Man is an Island (Prism)
- 1985: Skips a Beat (Motown/MCA)